# Sangamon (rijeka)
Sangamon je rijeka u SAD-u, pritoka rijeke Illinoisa, koja se nalazi u središnjem dijelu savezne države Illinois. 
Rijeka izvire s nekoliko kratkih vodotokova u južnom dijelu okruga McLean, koji potječu iz morena jugoistočno od naselja Bloomington–Normal. Na rijeci je kod grada Decatur izgrađeno jezero Dactur, za potrebe opskrbe grada vodom. 
Ime rijeke potječe od riječi indijanaca Potawatomi Sain-guee-mon (izgovara se: "sang gä mun") koja znači otprilike "gdje ima obilje za jesti" (engl. "where there is plenty to eat").
U moderno vrijeme rijeka je mjesto razonode stanovnika središnjeg Illinoisa, unatoč problemima s industrijskim zagađenjem, te se na njoj nalaze brojni parkovi.